# Greenwich Park

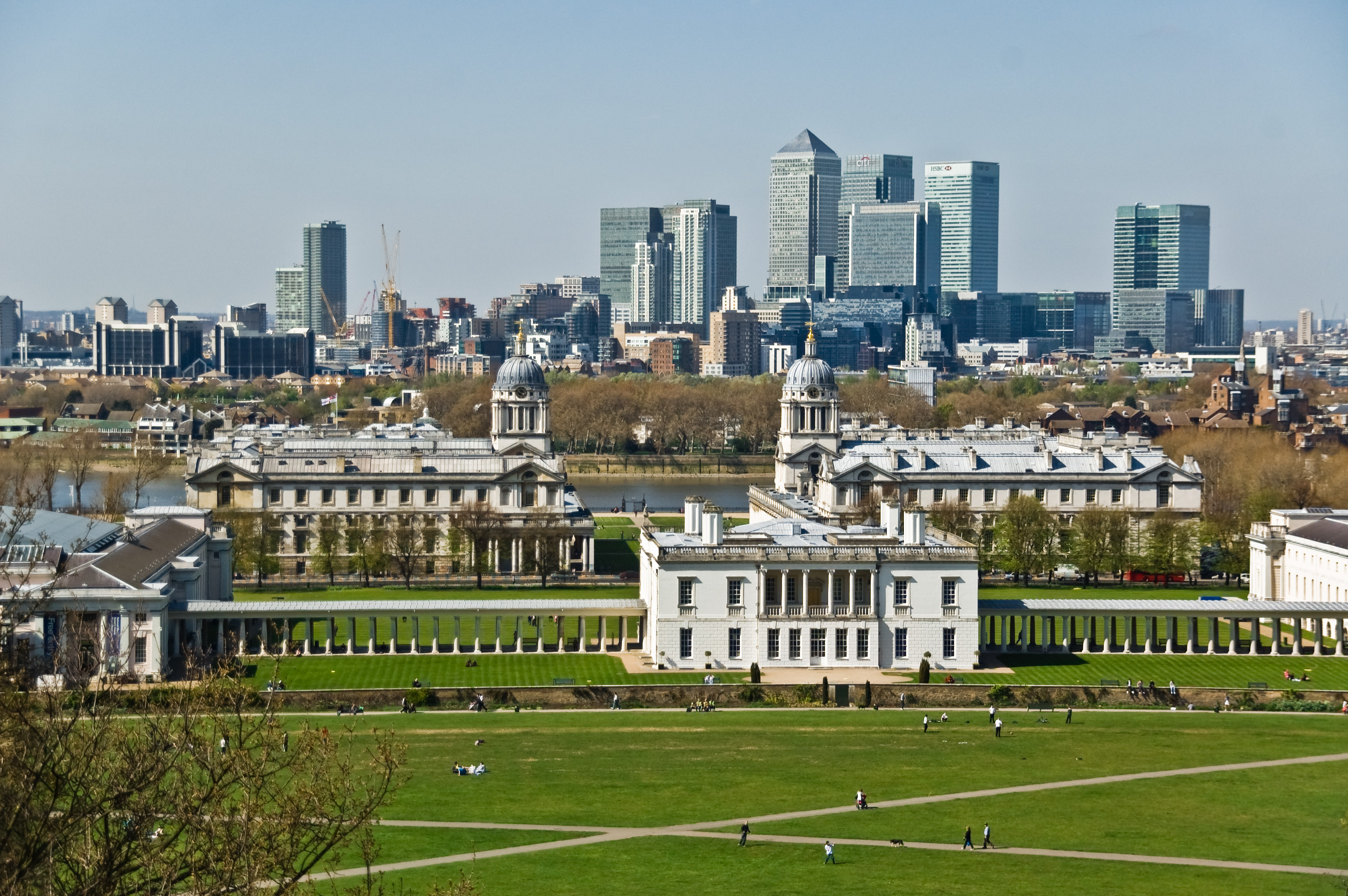
O Greenwich Park a partir da colina onde podem ser vistos Queen's House, University of Greenwich, Greenwich Hospital e Canary Wharf ao fundo.

Greenwich Park é um dos Parques Reais de Londres, um antigo parque de caça de Greenwich e um dos maiores espaços verdes do sudeste de Londres. Um dos Parques Reais de Londres, e o primeiro a ser fechado (em 1433), abrange 74 hectares (180 acres).
Segundo a lenda, D. Carlos II, em 1662, passeava por esse parque com D. Catarina de Bragança, rainha da Inglaterra. D. Carlos II resolveu oferecer-lhe uma flor mas, em vez de oferecer a flor à rainha, ofereceu-a  por engano a outra senhora que por lá passava. D. Catarina de Bragança, revoltada, mandou arrancar todas as flores desse parque, restando apenas relva verde.

## História

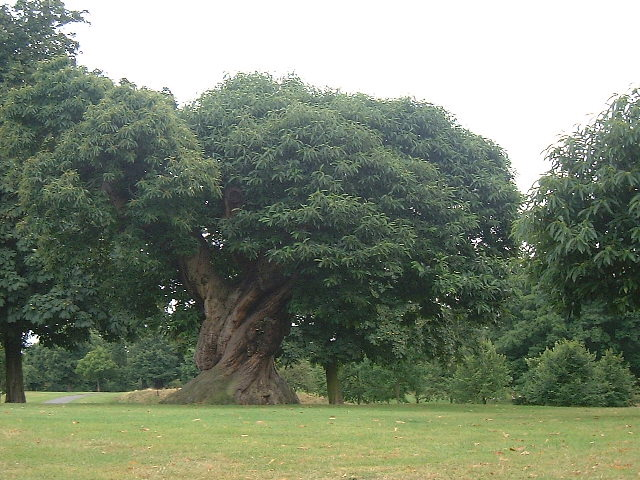
Árvores no Greenwich Park.

A herança de cerca de duzentos hectares foi inicialmente detida pela Abadia de São Pedro de Gand, mas foi revertida para a Coroa em 1427 e foi doada para Humphrey, Duque de Gloucester pelo seu tio Henrique VI de Inglaterra. Ele construiu uma casa à beira do rio, Bella Court, e um pequeno castelo, Duke Humphrey’s Tower, sobre a colina. O antigo prédio evoluiu para Palácio de Placentiae depois para Queen's House e Hospital de Greenwich. O local que hoje é o Observatório de Greenwich foi escolhido por Carlos II de Inglaterra em 1675.
No século XV, o parque utilizado para a prática de Hawking. No século seguinte, foram introduzidos veados para a caça por Henrique VIII de Inglaterra, e uma pequena colecção de veados é mantida hoje, em uma área a sudeste do parque. No mesmo século Jaime VI da Escócia e I de Inglaterra anexou ao parque uma parede de tijolos, com doze metros de altura e duas milhas de comprimento e que custou mais de 2.000 libras.

## Observatório Real
O Observatório de Greenwich está no topo da colina. Na parte exterior há uma estátua do general James Wolfe, em uma pequena praça a partir da qual se pode ver o antigo Hospital de Greenwich, o Rio Tâmisa, o Canary Wharf e o Domo do Milênio, ao norte.

## Esportes
Quando Londres sediar os Jogos Olímpicos de Verão de 2012, o Greenwich Park será o palco para as competições de hipismo e parte do pentatlo moderno.

## Ligações Externas
- Official website[ligação inativa]
- London 2012 Olympics profile